# Відносини України з Суверенним Військовим Мальтійським Орденом
Відносини України з Суверенним Військовим Мальтійським Орденом — сукупність міжнародних двосторонніх відносин між Україною та Суверенним Військовим Мальтійським Орденом, а також співпраці з цим державоподібним утворенням у міжнародних організаціях та інших міжнародних інституціях.
Суверенний Військовий Мальтійський Орден представлений в Україні через посольство у Києві (Україна). Україна представлена при Суверенному Військовому Мальтійському Ордені через посольство при Св. Престолі в Римі (Італія).

## Відносини
Дипломатичні відносини між Україною та Мальтійським орденом встановлені 5 липня 2007 після підписання послом України в Італії Георгієм Чернявським від імені України Протоколу (у формі обміну нотами) між Україною та Суверенним військовим Орденом Госпітальєрів Святого Івана Єрусалимського, Родосу і Мальти про встановлення дипломатичних відносин . 
21 липня 2008 п. Тетяну Іжевську, Посла України при Святому Престолі (Ватикані), було призначено Надзвичайним і Повноважним Послом України при Суверенного Військового Ордену Госпітальєрів Святого Іоанна Єрусалимського, Родосу і Мальти за сумісництвом . 3 березня 2009 Тетяна Іжевська вручила вірчі грамоти Великому Магістру Мальтійського Ордену Фра Метью Фестінгу. 
\У свою чергу, 16 квітня 2008 року Князь і Великий Магістр Мальтійського Ордену призначив пана Пауля Фрідріха фон Фурхерра Надзвичайним і Повноважним Послом Суверенного Військового Ордену Госпітальєрів Святого Іоанна Єрусалимського, Родосу і Мальти в Україні, а 21 листопада 2008 року відбулося вручення вірчих грамот Президентові України Вікторові Ющенку. 